# La Châtre
La Châtre é uma comuna francesa na região administrativa do Centro, no departamento Indre. Estende-se por uma área de 6,06 km². Em 2010 a comuna tinha 4 158 habitantes (densidade: 686,1 hab./km²).